# Tatort: Borowski und der coole Hund
Borowski und der coole Hund ist ein Fernsehfilm aus der Krimireihe Tatort. Er wurde am 6. November 2011 auf Das Erste erstgesendet. Diese 816. Episode der Tatort-Reihe war für den Kieler Ermittler Klaus Borowski der 18. Fall, seine Kollegin, die Kommissaranwärterin Sarah Brandt, ermittelte zum zweiten Mal an seiner Seite.

## Handlung
Frühmorgens springt ein Mann an einem einsamen Badestrand von einem Steg aus ins Wasser. Nachdem Ina Santamaria, die zuvor mit ihm Sex gehabt hatte, nach ihm sieht, ist er verschwunden und das Wasser voller Blut. Borowski und Brandt finden kurz darauf heraus, dass er von Bambuspfählen aufgespießt worden ist.
Etwa zur selben Zeit stirbt im südschwedischen Malmö ein kleines Mädchen an Tollwut. Es wurde zuvor von einem Hund gebissen. Kommissar Stefan Enberg, ein Freund Borowskis, findet eine Übereinstimmung zu dem Fall in Deutschland, da auch der Tote aus dem Badesee mit Tollwut infiziert war. Doch zunächst wird ein weiteres Mädchen von dem Hund gebissen und infiziert. Diesmal gelingt es jedoch, das aus Deutschland stammende Kind rechtzeitig zu behandeln. Nachdem der Hund in einer Feriensiedlung gesichtet und erschossen worden ist, macht sich Enberg auf den Weg nach Kiel.
Brandt hat inzwischen herausgefunden, dass ein mehrfach vorbestrafter Mann in einem Baumarkt große Mengen an Bambus gekauft hat. Doch zuerst fahren die Kommissare zu Santamaria, wo sich Brandt in deren Rechner einloggt und feststellt, dass sie sich oft in Sex-Chatrooms aufhielt. Nachdem sie sich daraufhin mit Santamaria angelegt hat, fährt Borowski zu Nils Ackermann, einem ihrer früheren Arbeitskollegen, der sie gestalkt haben soll.
Nach dem Eintreffen Enbergs machen sich die alten Freunde auf den Weg zu einer Gartenlaube, wo sie sich den Täter erhoffen. Als Borowski die Tür öffnet, schnellt eine Platte mit Bambusspießen hervor und verfehlt ihn nur knapp. Im Innenraum finden sie einen Toten, dem die Bambusspießplatte zum Verhängnis geworden war. Es ist der Mann, der sie auch besorgt hat. Offenbar war er der Lieferant für den Mörder und sollte nun selbst beseitigt werden.
Daraufhin fahren die Kommissare nochmals zu Santamaria, die ihre Hand auf eine heiße Herdplatte gelegt hatte. Von den Sanitätern erfahren sie, dass die junge Frau vor zwei Jahren versucht hatte, sich im Nord-Ostsee-Kanal zu ertränken. Einer der Sanitäter namens André Ratownik habe sie damals gerettet. Bei der Befragung konfrontiert Enberg Santamaria sehr barsch mit seiner Vermutung, dass einer ihrer ehemaligen Geliebten hinter dem Mord stecke und sie sich dadurch geschmeichelt fühle.
Als Enberg sich am Abend bei Ina Santamaria für sein schroffes Verhalten entschuldigen will, öffnet sie ihm nicht die Tür. Auf dem Rückweg begegnet er einem Vermummten, der versucht, wegzulaufen. Er folgt ihm auf ein im Bau befindliches Haus und stürzt dabei in eine Falle. Unvermittelt sieht er sich in einem Netz über einem tiefen Schacht hängen, unter dem sich Metallstäbe befinden. Als er sich zu befreien versucht, steht plötzlich der Vermummte neben ihm und schneidet ein Seil durch. Am nächsten Morgen entdeckt Santamaria in ihrer Wohnung eine Schleifspur, die ins Wohnzimmer führt. Dort sitzt der tote Enberg blutverschmiert in einem Sessel.
Borowski vermutet nun, dass sie das Motiv des Täters ist, der sie als sein Eigentum betrachtet und alle tötet, die ihr zu nahe kommen. Daraufhin fasst er einen Plan: Er begleitet Santamaria nach Hause und passt auf sie auf. Gleichzeitig hält er sich mit ihr vorm Fenster auf, damit der Täter denkt, dass er ihr neuer Geliebter sei. Als er glaubt, den Mann zu sehen, befiehlt er der jungen Frau, sich im Bad einzuschließen, bis er wiederkomme. Während sie sich dort verschanzt hält, klopft es an der Badtür und Santamaria bekommt Angst. Als sie wenig später die Tür öffnet, steht Borowski davor und erklärt, dass er nicht geklopft habe; der Täter muss in der Wohnung gewesen sein. Der Kommissar bleibt noch über Nacht bei ihr und fordert am nächsten Tag Polizeischutz an.
Inzwischen hat man herausgefunden, dass Ackermann Hunde aus dem Tierheim gestohlen hatte, von denen unwissentlich einige mit Tollwut infiziert waren. Einen davon verkaufte er an einen Lorenzo, der damit das erste Opfer ansteckte. Unterdessen spürte Brandt anhand der Internetkontakte Santamarias die Wohnung des Täters auf, worin sich hunderte Bilder von ihr befinden. Der Täter hat jedoch Überwachungskameras und Bewegungsmelder installiert, sodass er durch sein Mobiltelefon die Ermittlungen in seiner Wohnung live mitverfolgen kann, während er vor der Wohnung Santamarias Mittagspause macht. Er ist der Sanitäter, der ihr vor zwei Jahren das Leben gerettet hatte, war zusammen mit seiner Kollegin am Pier und später bei Santamarias Handverbrennung von Angesicht zu Angesicht mit den Ermittlern.
Es gelingt dem Mann, bei dem es sich um André Ratownik handelt, seine Kollegin und den Sicherheitsbeamten vor Santamarias Wohnungstür zu betäuben und Ina Santamaria zu entführen. Die Kommissare sind sich sicher, dass er sie zu dem Ort bringen wird, an dem sie sich das Leben hatte nehmen wollen. Als sie dort eintreffen, bedroht Ratownik die in einem Rollstuhl sitzende Santamaria mit einem Messer. Borowski gibt Brandt ein Zeichen und stößt sodann den Rollstuhl mit Ina ins Wasser. Während Brandt hinterherspringt und sie an Land zieht, kämpft Borowski mit dem Mörder, der sich, seitdem er Santamaria gerettet hatte, unsterblich in die junge Frau verliebt hatte und sich für ihr Seelenheil verantwortlich fühlte.
Am Ende kommt eine Frau in Borowskis Büro und erzählt ihm, dass sie auf dem Weg nach Schweden den Hund am Straßenrand gesehen und ihn aus Mitleid mitgenommen habe. Nur so konnte die Tollwut nach Malmö gelangen. Borowski selbst begleitet seinen toten Kollegen Stefan Enberg, den „coolen Hund“, zurück nach Schweden.

## Hintergrund
Der Titel nimmt Bezug auf eine Szene, in der Enberg mit Brandt zu flirten versucht. Sie sagt dabei: „Cooler Hund funktioniert bei mir nicht.“
Der Film wurde von der Nordfilm GmbH und dem Norddeutschen Rundfunk produziert. Die Dreharbeiten fanden vom 3. Mai 2011 bis zum 1. Juni 2011 statt. Die Drehorte waren Kiel und Umgebung. Aufgrund der Verbindung zu einem Fall in Schweden wurde auch in Malmö und dessen Umgebung gedreht.
Borowski und der coole Hund wurde am 1. Oktober 2011 in der Reihe 16:9 beim Filmfest Hamburg uraufgeführt.

## Rezeption

### Einschaltquoten
Die Erstausstrahlung von Borowski und der coole Hund am 6. November 2011 wurde in Deutschland von insgesamt 8,49 Millionen Zuschauern gesehen und erreichte als Tagessieger einen Marktanteil von 22,6 Prozent; in der Gruppe der 14- bis 49-jährigen Zuschauer konnten 2,67 Millionen Zuschauer und ein Marktanteil von 16,5 % erreicht werden.

### Kritik
„An diesem Sonntagabend lieferte die ‘Tatort’-Reihe endlich mal wieder ein absolutes Highlight. ‘Borowski und der coole Hund’ bot alles, was der Krimifan sich wünschen kann: Ein spannendes Drehbuch, tiefgründige Charaktere und brillante Darsteller. Darüber hinaus bestach Borowskis neuester Fall, der teils in Südschweden und teils in Kiel spielte, mit seiner Ästhetik und seiner dichten Atmosphäre.“

„Mit Spannung und viel Blut wartet der zweite Kieler ‚Tatort‘ nach einer Geschichte von Bestseller-Autor Henning Mankell auf. Schon der Beginn der Folge ‚Borowski und der coole Hund‘ verheißt Unheil.“

„Wahrhaft hundsgemeine Story, für die Drehbuchautor Michael Proehl („Katze im Sack“) und Til-Schweiger-„Tatort“-Regisseur Christian Alvart eine angemessen düstere Stimmung kreierten.“

„Wow, was ist mit dem ‚Tatort‘ los? ‚Borowski und der coole Hund‘ wirkt so, als werde der gute alte Sonntagskrimi bei seinen Wurzeln gepackt. Spannung, Thrill, Suspense…hypnotische Bilder am Rande der Schmerzgrenze.“

„Spannender, komplexer, düsterer! Super-‚Tatort‘ nach Mankell. Können die Schweden einfach besser Krimi als wir?“

„‘Borowski und der coole Hund’ ist nicht nur gut, sondern mehr als das: ein außergewöhnlicher Film und sicher einer der besten ‘Tatorte’ der letzten Jahre. Eine überaus spannende Story, die den Zuschauer wie ein Strudel packt und in die Abgründe der Seele reißt.“

„Der Tatort des Jahres! Christian Alvarts Geniestreich von einem Thriller wäre selbst im Kino ein Highlight.“

„Selten ging ein Sonntagskrimi so unter die Haut wie dieser. Gerade deshalb ist die Folge nach einer Geschichte von Henning Mankell die beste seit Langem.“